# Ceriagrion whellani
Ceriagrion whellani är en trollsländeart som beskrevs av Cynthia Longfield 1952. Ceriagrion whellani ingår i släktet Ceriagrion och familjen dammflicksländor. IUCN kategoriserar arten globalt som livskraftig. Inga underarter finns listade i Catalogue of Life.